# Josef Kahler
Josef Kahler (8. října 1878 Hejtmánkovice – 4. prosince 1939 Velké Žernoseky) byl československý politik německé národnosti a meziválečný senátor za Německý svaz zemědělců (BdL).

## Biografie
Celý život strávil v rodných Hejtmánkovicích. Pocházel z rolnické rodiny. Vystudoval národní školu v Hejtmánkovicích. Sloužil v armádě, kde dosáhl poddůstojnické hodnosti. Pak převzal rodinné hospodářství. Byl členem obecního zastupitelstva a obecní finanční komise. Byl členem (později předsedou) představenstva Východočeské tiskárny a nakladatelství v Hejtmánkovicích (podle jiného zdroje v Broumově) a členem výboru Ústředního svazu německých hospodářských společenstev v Čechách. Dále byl členem okresního školního výboru. Zasedal v dozorčí radě Německé zemské banky v Děčíně a Okresní záložny v Broumově.
Po roce 1918 patřil mezi zakladatele strany BdL na Broumovsku. Byl členem jejího celostátního vedení. V parlamentních volbách v roce 1925 získal za BdL senátorské křeslo v Národním shromáždění. Mandát obhájil v parlamentních volbách v roce 1929. V senátu zasedal do roku 1935. V letech 1930–1935 byl místopředsedou senátu. Profesí byl rolníkem v Hejtmánkovicích u Broumova.
Zemřel v prosinci 1939 při návštěvě přítele ve Velkých Žernosekách.